# Periclimenes affinis
Periclimenes affinis är en kräftdjursart som först beskrevs av Zehnter 1894.  Periclimenes affinis ingår i släktet Periclimenes och familjen Palaemonidae. Inga underarter finns listade i Catalogue of Life.